# Lee You-hyeon
Lee You-hyeon (이유현?; Gwangyang, 8 febbraio 1997) è un calciatore sudcoreano, difensore del Gangwon in prestito dal Jeonbuk Hyundai.

## Caratteristiche tecniche
È un terzino destro.

## Carriera

### Club
Ha giocato nella prima divisione sudcoreana.

### Nazionale
Ha giocato con la nazionale sudcoreana Under-19.
Nel 2020 prende parte con la nazionale Under-20 sudcoreana al campionato mondiale di categoria.
Nel 2021 viene convocato dalla nazionale olimpica sudcoreana per prendere parte alle Olimpiadi di Tokyo. Debutta il 22 luglio in occasione del match perso 1-0 contro la Nuova Zelanda.

## Statistiche
Statistiche aggiornate al 28 luglio 2021.

### Presenze e reti nei club
| Stagione        | Squadra         | Campionato      | Campionato | Campionato | Coppe nazionali | Coppe nazionali | Coppe nazionali | Coppe continentali | Coppe continentali | Coppe continentali | Altre coppe | Altre coppe | Altre coppe | Totale | Totale | Totale |
| Stagione        | Squadra         | Comp            | Pres       | Reti       | Comp            | Pres            | Reti            | Comp               | Pres               | Reti               | Comp        | Pres        | Reti        | Pres   | Reti   |        |
| --------------- | --------------- | --------------- | ---------- | ---------- | --------------- | --------------- | --------------- | ------------------ | ------------------ | ------------------ | ----------- | ----------- | ----------- | ------ | ------ | ------ |
| 2017            | Jeonnam Dragons | KL1             | 5          | 0          | CC              | 0               | 0               |                    | -                  | -                  |             | -           | -           | 5      | 0      |        |
| 2018            | Jeonnam Dragons | KL1             | 28         | 0          | CC              | 0               | 0               |                    | -                  | -                  |             | -           | -           | 28     | 0      |        |
| 2019            | Jeonnam Dragons | KL2             | 22         | 1          | CC              | 0               | 0               |                    | -                  | -                  |             | -           | -           | 22     | 1      |        |
| 2020            | Jeonnam Dragons | KL2             | 20         | 1          | CC              | 1               | 0               |                    | -                  | -                  |             | -           | -           | 21     | 1      |        |
| 2021            | Jeonbuk Hyundai | KL1             | 6          | 0          | CC              | 0               | 0               |                    | -                  | -                  |             | -           | -           | 6      | 0      |        |
| Totale carriera | Totale carriera | Totale carriera | 81         | 2          |                 | 1               | 0               |                    | -                  | -                  |             | -           | -           | 82     | 2      |        |